# Jack Diamond (baron Diamond)
Pour les articles homonymes, voir Diamond.
John Diamond, baron Diamond, (30 avril 1907 - 3 avril 2004) communément connu sous le nom de Jack Diamond, est un homme politique du parti travailliste britannique.

## Biographie
Il fait ses études à la Leeds Grammar School et devient comptable. Il est élu député en 1945 pour la circonscription de Blackley de Manchester, mais perd en 1951. En 1946 et 1947, il est secrétaire parlementaire privé du ministère des Travaux publics. Il revient à la Chambre des communes lors d'une élection partielle de 1957 pour Gloucester, causée par la mort de son député travailliste, Moss Turner-Samuels.
Il est secrétaire en chef du Trésor à partir de 1964, un poste au Cabinet à partir de 1968 et conseiller privé en 1965. Il représente Gloucester jusqu'à sa défaite surprise en 1970 contre la candidate conservatrice, Sally Oppenheim-Barnes.
Diamond est nommé au Conseil privé dans les honneurs d'anniversaire de 1965, et est créé pair à vie en tant que baron Diamond de la ville de Gloucester le 25 septembre 1970. En 1981, il quitte le parti travailliste pour le nouveau parti social-démocrate. Il dirige le SDP à la Chambre des lords de 1982 à 1988, mais s'est opposé à sa fusion avec les libéraux et rejoint le Parti travailliste en 1995.
Diamond se marie pour la première fois en 1932 et a deux fils et une fille. Il a une fille, Joan, de sa deuxième épouse, Julie Goodman, qu'il épouse en 1948. Ils se sont séparés en 1966 et divorcent 10 ans plus tard. Il se remarie avec Barbara Kagan, en 1976.